# The Lord of the Rings: The Battle for Middle-earth II: The Rise of the Witch King
 Denne artikel bør gennemlæses af en person med fagkendskab for at sikre den faglige korrekthed.

The Lord of the Rings, The Battle for Middle-Earth 2, The Rise of the Witch King Expansion Pack (dansk: Ringenes Herre, Kampen om Midgård 2, Heksekongens Oprejsning Udvidelsespakke) er en udvidelsespakke til Electronic Arts' succesfulde spil Battle for Middle Earth 2.

## Udvidelser
I spillet er det muligt at:
- Spille med en ny fraktion: "Angmar"
- Helt ny kampagne : "Angmar Campaign" + en bonus bagefter
- Forbedret WotR (War of the Ring)
- Lave 2 nye trolde-heroes
- Plus et forbedret AI, der gør at fjenden flygter hvis de er i undertal